# Cochlearia anglica
Cochlearia anglica är en korsblommig växtart som beskrevs av Carl von Linné. Cochlearia anglica ingår i släktet skörbjuggsörter, och familjen korsblommiga växter. Inga underarter finns listade i Catalogue of Life.

## Bildgalleri

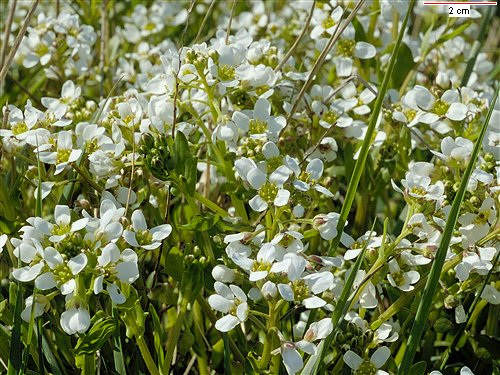
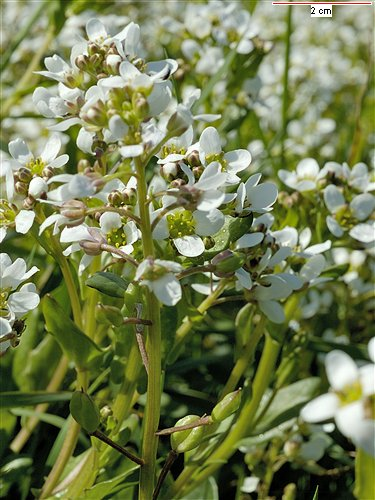
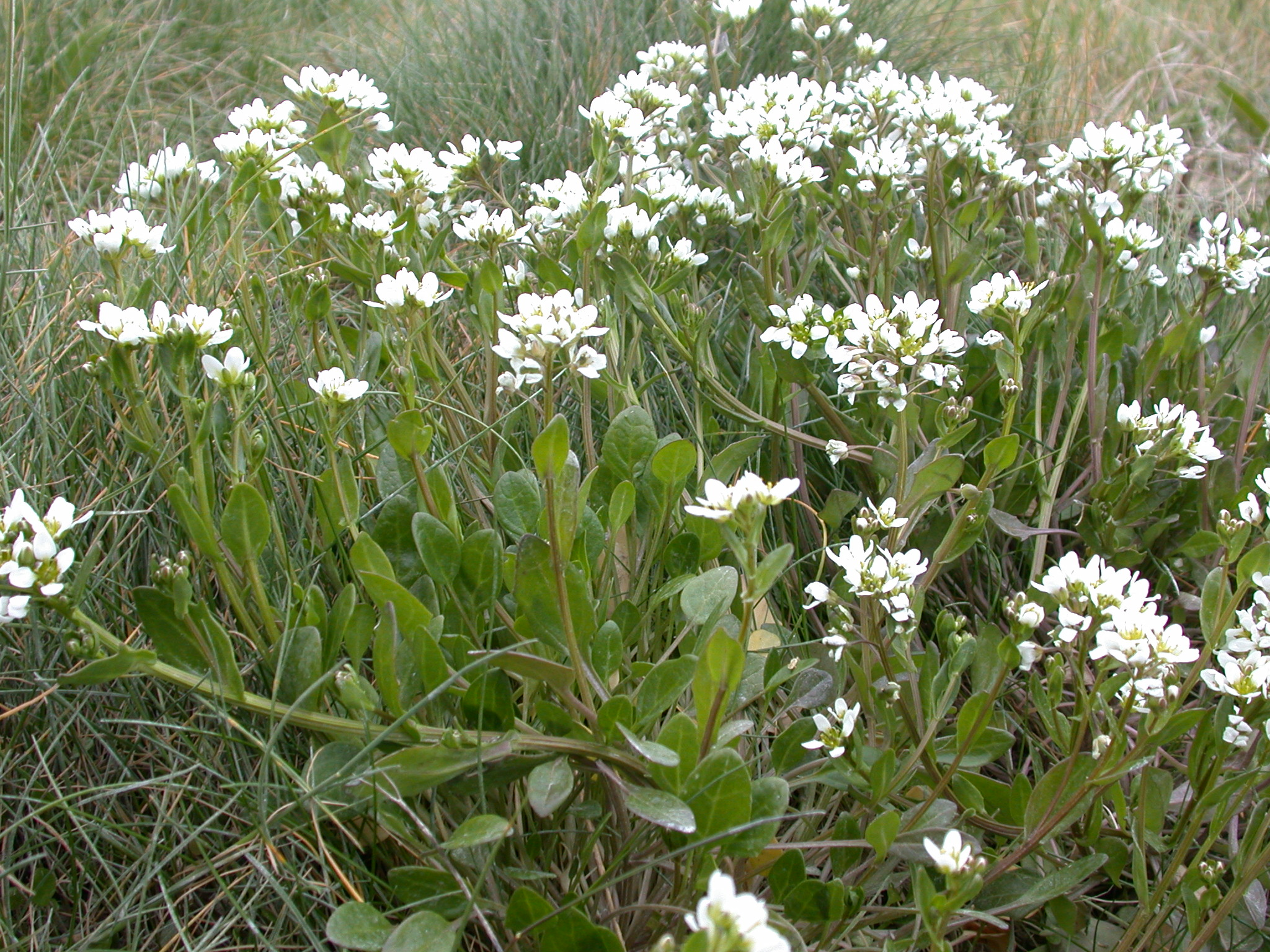
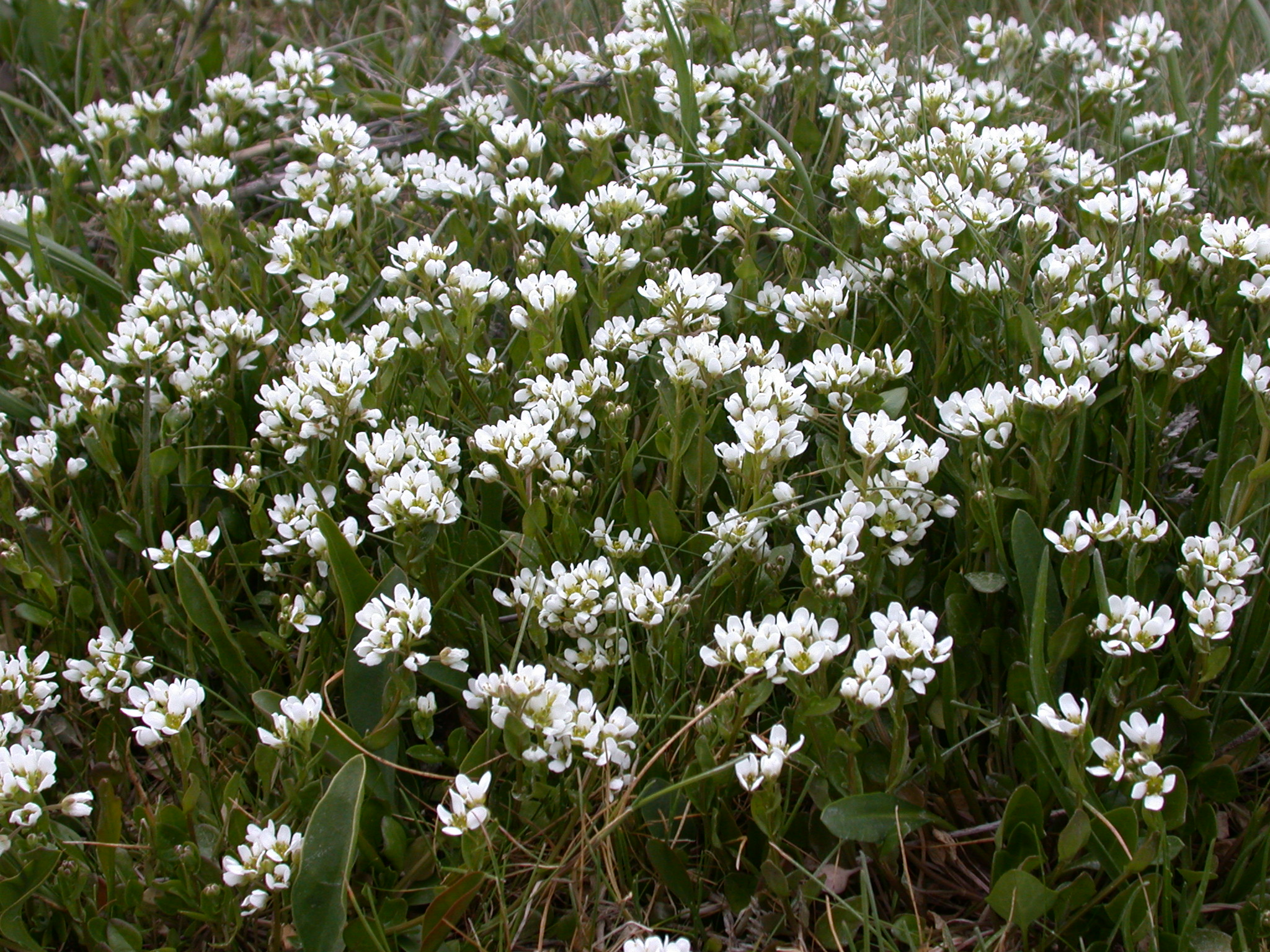
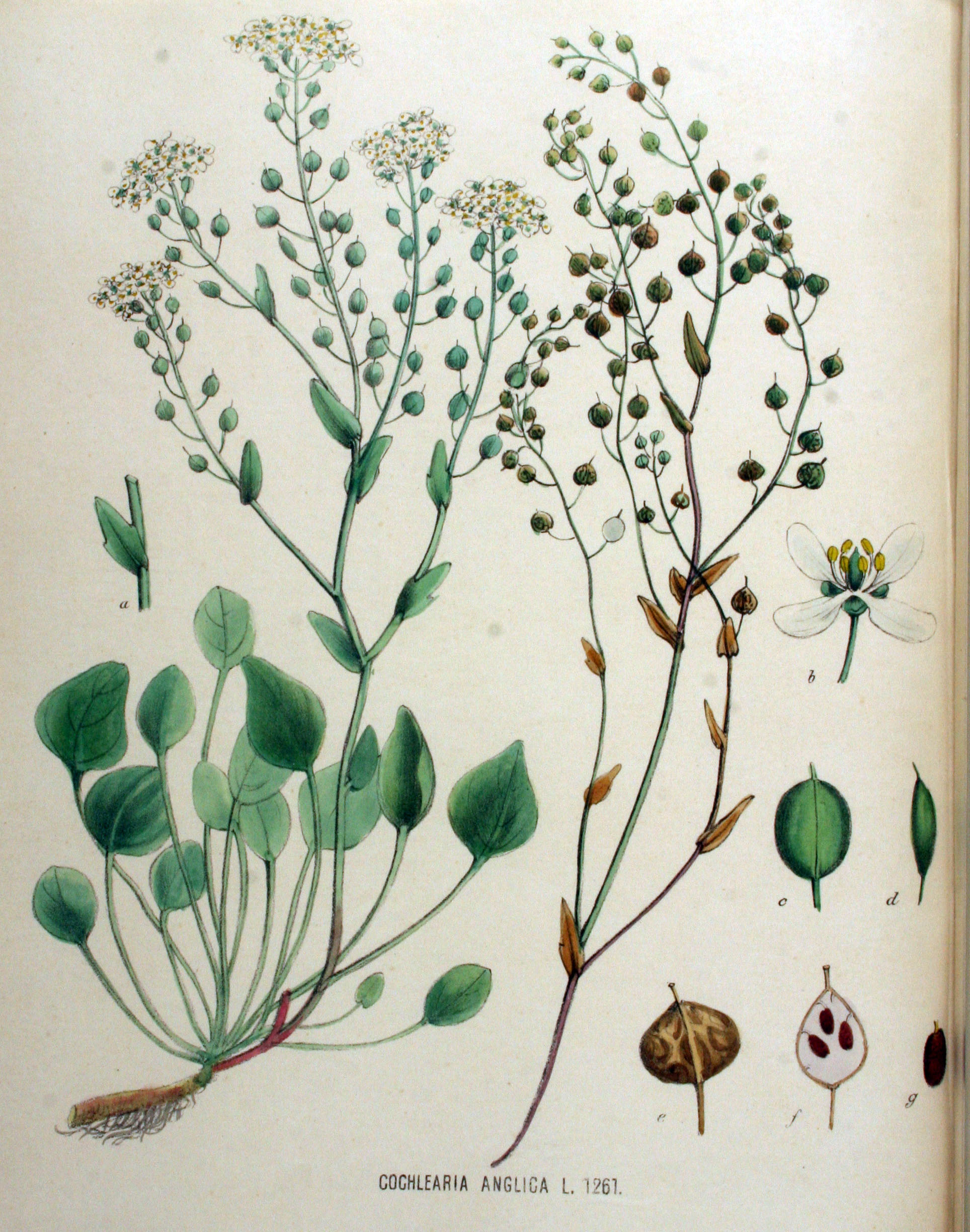
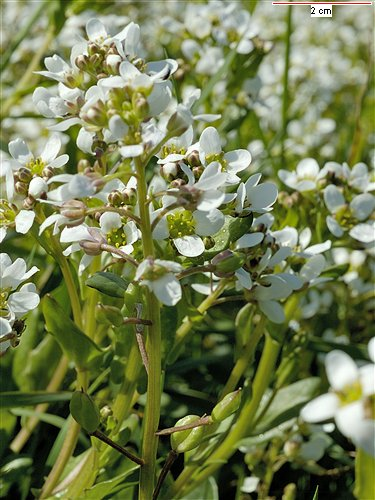